# Pic Schrader
Der Pic Schrader (spanisch: Punta Schrader oder Gran Bachimala) liegt direkt auf der französisch-spanischen Grenze  und beherrscht ein eindrucksvolles Bergmassiv der Zentralpyrenäen, das zum großen Teil auf spanischem Gebiet liegt. Er schließt das Tal von Loudenvielle mit seiner imposanten Silhouette ab. Auf französischer Seite liegt der Pic Schrader auf dem Gebiet des Départments Hautes-Pyrénées.

## Geschichte
Ursprünglich Grand Batchimale genannt, wurde es zu Ehren des berühmten französischen Kartographen und Alpinisten preußischer Abstammung Franz Schrader umbenannt, dem auch am 11. August 1878 mit dem Bergführer Henri Passet die Erstbesteigung gelang.